# 大阪市立桑津小学校
大阪市立桑津小学校（おおさかしりつ くわづしょうがっこう）は、大阪府大阪市東住吉区にある公立小学校。

## 沿革
地域の児童数の増加により、育和尋常小学校（現在の大阪市立育和小学校）および北田辺尋常小学校（現在の大阪市立北田辺小学校）の校区を再編する形で、大阪市桑津尋常小学校として1940年に開校した。
翌1941年には国民学校令の施行により、大阪市桑津国民学校へと改称している。
太平洋戦争の戦局悪化の影響により、大阪市内の国民学校では学童疎開が実施されることになった。縁故疎開に頼らない児童は学校単位での集団疎開を実施することになり、各行政区ごとに疎開先の府県が指定された。当時の東住吉区では大阪府南河内方面が疎開先として指定され、南河内郡高鷲村（現在の羽曳野市高鷲付近）・天王寺商業学校校外学舎へと疎開した。
1945年になると疎開先も危険として島根県への再疎開を実施することになり、1945年5月以降は島根県安濃郡佐比売村・川合村、邇摩郡久利村・大森村（現在の大田市）へ移動した。
1947年の学制改革により、大阪市立桑津小学校となった。1952年には大阪市立今川小学校の開校により、従来の校区の一部を今川小学校校区へ変更している。

### 年表
- 1940年4月 - 大阪市桑津尋常小学校として開校。
- 1941年4月1日 - 国民学校令により、大阪市桑津国民学校に改称。
- 1944年 - 島根県へ集団疎開。
- 1947年4月1日 - 学制改革により、大阪市立桑津小学校に改称。
- 1952年4月1日 - 従来の校区の一部を、新設の大阪市立今川小学校校区へ分離。
- 1958年6月 - 校歌制定。
- 1962年4月 - 児童推薦服（事実上の制服）を制定。

### 桑津遺跡

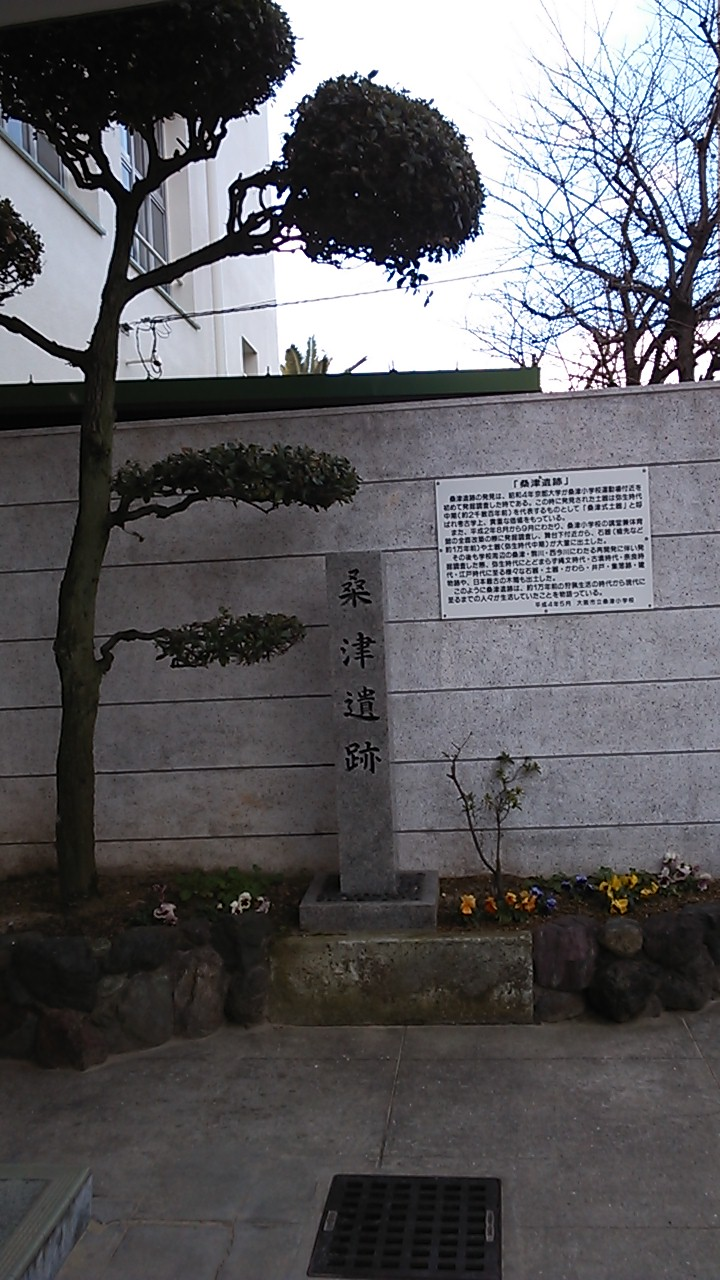
桑津遺跡石碑

校舎北側の校門脇には桑津遺跡の石碑が建立されており、説明板に以下のように紹介されている。
「桑津遺跡」
　桑津遺跡の発見は、昭和4年京都大学が桑津小学校運動場付近を初めて発掘調査した時である。この時に発見された土器は弥生時代中期（約2千数百年前）を代表するものとして「桑津式土器」と呼ばれ考古学上、貴重な価値をもっている。また、平成2年8月から9月にわたり、桑津小学校の講堂兼体育館の全面改築の際に発掘調査し、舞台下付近から、石器（槍先など約1万年前）や土器（弥生時代中期）が大量に出土した。その後も学校周辺の桑津・駒川・西今川にわたる再開発に伴い発掘調査した際、弥生時代にとどまらず縄文時代・古墳時代・奈良時代・江戸時代に至る様々な石器・土器・かわら・井戸・集落跡・建物跡や、日本最古の木簡も出土した。このように桑津遺跡は、約1万年前の狩猟生活の時代から現代に至るまでの人々が生活していたことを物語っている。（原文ママ）

## 通学区域
- 大阪市東住吉区 桑津1丁目-5丁目、駒川1丁目、西今川1丁目。

卒業生は大阪市立東住吉中学校へ進学する。

## 出身者
- 谷村新司 - 歌手
- 岩尾望 - 芸人

## 交通
- JR阪和線 美章園駅 東800m。
- 近鉄南大阪線 北田辺駅 北東500m。